# مدافن غرب المكسيك العمودية

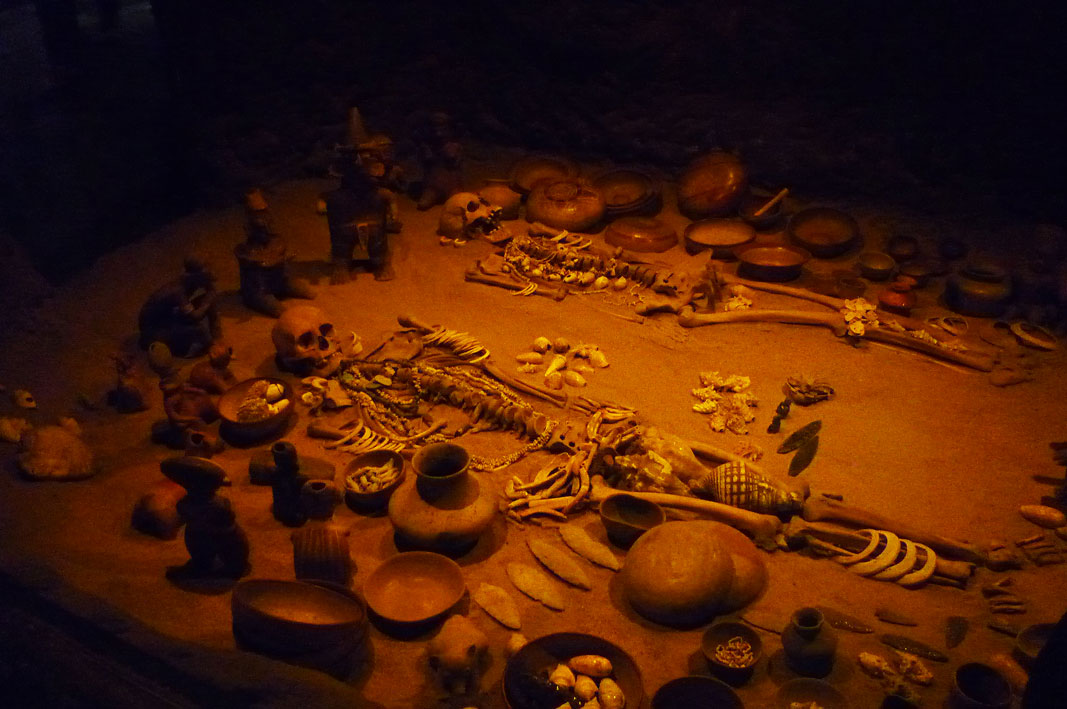
إعاجة تشكيل للقبر العمودي مُنقب عنه في المتحف الوطني لعلم الإنسان

تشير مدافن غرب المكسيك العمودية إلى تقاليد مدافن غرب المكسيك العمودية إلى مجموعة من السمات الثقافية الموجودة في الولايات المكسيكية الغربية مثل خاليسكو ونايرات إضافة إلى كوليما الواقعة جنوبها، والتي تعود بتاريخها إلى الفترة ما بين 300 و 400 سنة قبل الميلاد بالرغم من عدم وجود إجماع كامل على هذا التقدير الزمني. اكتُشفت معظم البقايا الأثرية العائدة إلى المدافن العمودية من قبل اللصوص وهي بدون مصدر معروف، ما يجعل التقدير الزمني الدقيق أمراً صعباً.
لم يُكتشف أول مدفن عمودي كبير غير مفتوح في السابق حتى عام 1993 في هويتزيلابا في ولاية خاليسكو.
في البداية اعتُبرت هذه الآثار عائدة إلى شعب بوريبيكا، متزامنة مع حضارة الأزتيك، ثم اتضح في أواسط القرن العشرين نتيجة دراسة وفحص معمقين أن هذه البقايا أقدم بألف عام مما كان معتقداً في السابق. حتى وقت قريب كانت الآثار المنهوبة هي كل ما كان معروفاً عن الشعب والحضارة أو الحضارات التي أنشأت المدافن العمودية. كانت كمية المعلومات المعروفة عنهم قليلة لدرجة أن معرضاً أقيم عام 1998 عارضاً هذه الآثار كان بعنوان: «فن وآثار من الماضي المجهول».
من المعتقد حالياً أنه وبالرغم من أن المدافن العمودية منتشرة بشكل واسع على امتداد المنطقة، لكن هذه المنطقة لم تكن موحدة ثقافياً. ما يزال الباحثون يواجهون صعوبة في التعرف إلى الثقافات القديمة في غرب المكسيك خلال هذه الفترة الزمنية وتسميتها.

## التوصيف

المواقع الأثرية غرب المكسيك. تشير الدوائر برتقالية اللون على الخريطة إلى مواقع أثرية. أمّا الدوائر الخضراء فتشير إلى أهم هذه المواقع.

يُعتقد أن تقاليد المدفن العمودي بدأت بالتطور نحو عام 300 قبل الميلاد. إلا أن بعض المدافن العمودية تسبق هذا التقليد بأكثر من ألف عام، على سبيل المثال قُدر أنّ المدفن العمودي في موقع إل أوبينيو الأثري في ولاية ميتشواكان يعود إلى 1500 سنة قبل الميلاد لكنه مرتبط بوسط المكسيك وليس بغربها. كما هو الحال بالنسبة للكثير من الأمور المحيطة بهذا التقليد، تعتبر أصوله غير مفهومة بشكل واضح، بالرغم من أن الأودية المحيطة ببلدة تكيلا التابعة لولاية خاليسكو والمتضمنة المواقع الأثرية الهامة هويتزيلابا وتيوكيتلان تمثل «النواة المركزية المؤكدة». استمر هذا التقليد حتى عام 300 قبل الميلاد على الأقل بالرغم من عدم وجود إجماع عام على تاريخ انتهائه.
تتصف المدافن العمودية في غرب المكسيك بوجود محور عمودي أو شبه عمودي محفور بعمق 3 إلى 20 متراً في ما قد يكون غالباً طفة بركانية. تفتح قاعدة المحور العمودي على غرفة أفقية واحدة أو غرفتين (أو أكثر في بعض الأحيان)، بأبعاد 4 أمتار طولاً و 4 عرضاً تقريباً (لكنها يمكن أن تختلف بشكل كبير) مزودة بسقف منخفض. كثيراً ما تكون المدافن العمودية مرتبطة بمبنى مطل عليها.
توجد الكثير من المدافن في كل حجرة وتشير الأدلة إلى أن المدافن كانت تستخدم للعائلات والسلالات على مدة الأجيال المتعاقبة. ويشير الجهد المبذول في إنشاء المدافن العمودية بالإضافة إلى عدد ونوعية البضائع الموجودة فيها إلى أن هذه المدافن كانت مخصصة للطبقة العليا من المجتمع، ويبدو أن الثقافات والشعوب البانية للمدافن العمودية كانت مقسمة طبقياً بشكل كبير في هذه الحقبة الباكرة.
تتضمن المواقع الأثرية في إل أوبينيو ولا كامبانا في كوليما بعض المدافن العمودية، وهي مرتبطة غالباً بثقافة كاباتشا.

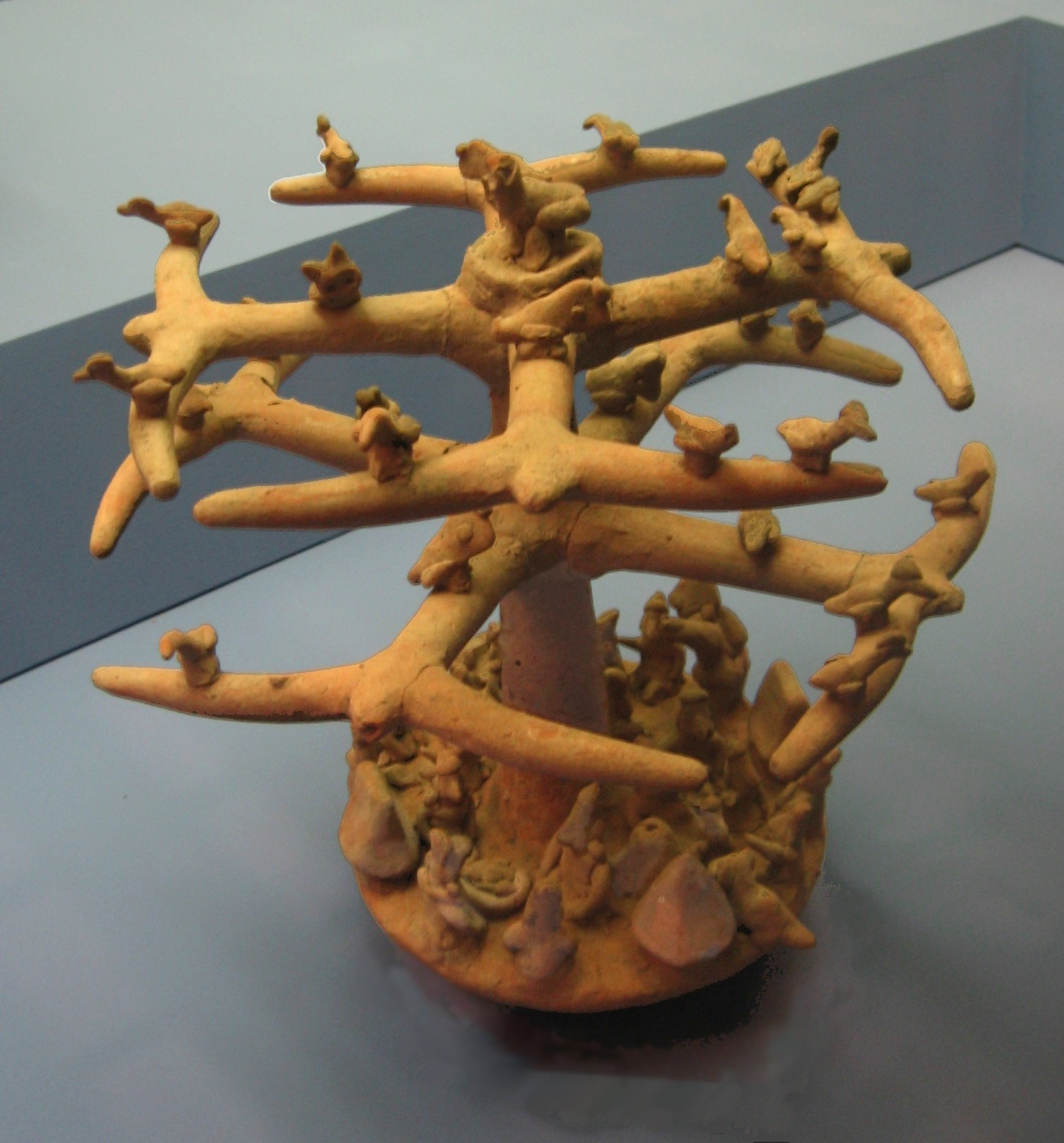
أحد ألواح ناياريت تظهر شجرة متعددة الطبقات مع طيور. كان قد اُقترح أن الطيور على اللوح ترمز للأروح التي لم تنحدر إلى العالم السفلي, في حين أن الشجرة المتوسطة ترمز إلى شجرة العالم الأمريكية الوسطى.

## المنحوتات والألواح الخزفية
تتضمن المرفقات الجنائزية التي عثر عليها في المدافت عبارة عن منحوتات خزفية مجوفة ومجوهرات مصنوعة من الزجاج البركاني والصدف، وأحجاراً كريمة أو شبه كريمة ومصنوعات فخارية (احتوت في كثير من الأحيان على طعام) وعدداً من الأدوات المنزلية الأخرى مثل فلكات الغزل والمقاعد الحجرية. أيضًا احتوت بعض المدافن على أدوات غير تقليدية مثل الأبواق المصنوعة من أصداف المحار والمغطاة بالجص وبعض المواد الأخرى. على عكس الآثار المكتشفة لباقي حضارات أمريكا الوسطى مثل الأولمك والمايا، لا تحمل الآثار المكتشفة في المدافن العمودية أي نقوش رمزية تقريباً، لذلك يعتقد أنها خالية من المعاني الرمزية أو الدينية.
اجتذبت المنحوتات الخزفية العديدة معظم الاهتمام، وهي من ضمن أكثر الآثار المنتجة في أمريكا الوسطى إثارة وغرابة. في الواقع يبدو أن هذه الخزفيات هي الوسيلة الأولى للتعبير الفني لثقافات المدافن العمودية ولا توجد تقريباً أي سجلات لوجود عمارة ضخمة أو لوحات أو أشكال أخرى من الفن العام.
بما أن الغالبية العظمى من هذه التحف الخزفية لا تملك مصدراً واضحاً، تركز التحليل بشكل كبير حول مواد وأنماط هذه الخزفيات.

### الأنماط
تتضمن مجموعات التصميم الشكلية الرئيسية ما يلي:
- إكسلتان ديل ريو. تملك هذه التماثيل التجريدية أجساماً مسطحة مربعة الشكل بوجوه مصممة بشكل مفصل وكامل مع أقراط أنفية وعدد من أقراط الأذن. تملك التماثيل الجالسة أطرافاً نحيلة شبيهة بالحبال بينما التماثيل الواقفة فتملك أطرافاً قصيرة وثخينة. يعتبر هذا النمط واحداً من أول التصاميم الموصوفة إذ ذكر فنان الكاريكاتير والباحث في الأعراق البشرية ميغيل كوفاروبياس أنها «تصل إلى حدود الفن الكاريكاتوري الفظيع اللامعقول، مفهوم جمالي فريد يعظم إنشاء المسوخ دون البشرية المرعبة».[16] يجد المؤرخ الفني جورج كوبلر أن «الأجسام المربعة والأفواه المقطبة والعيون المحدقة تُظهر تعبيراً مثيراً للرهبة لا يخففه جزئياً إلا الحركة والقوة اللدنة للأشكال المنفوخة».[17]
- تماثيل «الشينيسكا» أو «الشينيسكو» التي دعاها تجار القطع الفنية بهذا الاسم لمظهرها الشبيه بالصينيين. يرتبط أحد الأنماط البدائية من الشينيسكو بولاية نايرات،[18] وتحدد إلى الآن 5 أنماط فرعية كبيرة منها، بالرغم من وجود قواسم مشتركة عديدة بين الأنواع. يتميز النوع الأول منها -المعروف باسم الشينيسكو التقليدي- بأن تماثيله مصممة بشكل جيد.[19] إذ يجد أمين المتاحف الشهير مايكل كان أن تصميمها الخارجي الهادئ والرقيق يعطي انطباعاً عاطفياً.[20] تعتبر تماثيل المجموعة الأولى متشابهة فيما بينها لدرجة أن بعض الباحثين اقترحوا أنها أُنتجت بناء على مدرسة فنية واحدة.[21] أما الأنواع الـ 4 الأخرى فهي أكثر تجريدية، تتصف بعيون منفوخة قريبة بالشقوق، ورؤوس عريضة مستطيلة أو مثلثية الشكل. عادة ما تُصوَّر هذه التماثيل بوضعية الجلوس أو الاستلقاء، بأرجل قصيرة وثخينة سرعان ما تتضيق لتنتهي بنقطة.[22]
- يتميز نمط أميكا المرتبط بولاية خاليسكو بوجه متطاول وجبهة عالية مغطاة غالباً بضفائر أو لباس رأس شبيه بالعمامة. يكون الأنف المعقوف متطاولاً أيضاً والعيون واسعة ومحدقة، بحواف واضحة ناتجة عن إضافة أشرطة منفصلة من الصلصال حول العينين.[23] يكون الفم هنا مغلقاً أو مفتوحاً بشكل بسيط واليدان الكبيرتان مزودتان بأظافر مرسومة بعناية. يجد جورج كوبلر في الوقت ذاته نمطاً بدائياً ذا وجوه شبيهة بوجوه الخراف ويبدو محكوكاً أو مذوباً من خلال عمليات التشكيل المستمرة بشكل يجمع بدلاً من أن يفصل أجزاء الجسم المختلفة، أما النمط الآخر اللاحق فيتميز بكونه أكثر حيوية وموضحاً بشكل أكثر دقة.[24]
- يمكن التعرف على خزفيات كوليما من خلال أشكالها الملساء الدائرية ودهان الفخار ذي اللون البني الأحمر الدافئ.[25] تشتهر كوليما على وجه الخصوص بالتنوع الواسع في تماثيلها ذات الأشكال الحيوانية وبخاصة الكلاب. تتصف المنحوتات البشرية التابعة لنمط كوليما بكونها «أكثر تكلفاً وأقل تعبيراً وحيوية» من باقي تماثيل المدافن العمودية.[26]

تتضمن الأنماط التشكيلية الأخرى إل أرينال وسان سيباستيان وزاكاتيكاس. بالرغم من الاتفاق العام حول أسماء الأنماط ومميزات كل منها، يعتبر هذا الاتفاق غير إجماعي. إضافة إلى ذلك يمكن ملاحظة تقاطع بين هذه الأنماط إلى حد ما، وهناك الكثير من المنحوتات التي لا يمكن تصنيفها ضمن أي مجموعة.